# Акалла
Акалла (також Акакалліда; грец. Ἀκάλλη, Ἀκακαλλίς) — дочка Міноса і Пасіфаї. 
Народила від Гермеса сина Кідона. Перша кохана Аполлона, від якого вона народила Мілета. У страху перед своїм батьком Акалла сховала немовля в лісі, де його вигодувала вовчиця і виховали пастухи. Мінос відвіз її до Лівії, де вона народила від Аполлона ще одного сина Амфітеміда, а потім Аякса.